# ماعز صومالي
الماعز الصومالي هو سلالة من الماعز موطنها الصومال وجيبوتي وشمال شرق كينيا وتربى في الغالب لإنتاج اللحوم. لدى الماعز الصومالي آذان قصيرة وشعر قصير، وعادة ما تكون بيضاء ولكن في بعض الأحيان قد تحتوي على بقع. لكل من الذكور والإناث قرون، إلا أن الإناث غالبًا ما يتم قطع قرونهن. الماعز الصومالي يتحمل الجفاف، وعند حلبها يمكن أن تنتج كل منها من كيلوغرام واحد إلى ثلاثة كيلوغرامات من الحليب يوميًا، حتى عندما تكون المياه شحيحة.